# Die wilden Schwäne (1977)
Die wilden Schwäne (世界名作童話 白鳥の王子 Sekai Meisaku Dōwa Hakuchō no Ōji, deutsch: „Märchen-Meisterwerke der Welt: Die Schwanenprinzen“) ist ein 1977 von Toei Doga produzierter Anime-Film, der auf den Märchen Die sechs Schwäne der Gebrüder Grimm und Die wilden Schwäne von Hans Christian Andersen basiert.

## Handlung
Prinzessin Elisa lebt mit ihren sechs Brüdern in einem versteckten Schloss. Da ihr Vater aufgrund eines Versprechens in zweiter Ehe die Tochter einer Hexe heiraten musste, hielt er es für sicherer, seine Kinder dort zu verbergen. Doch die Hexentochter findet das Schloss und verwandelt die Prinzen in Schwäne. Nur Elisa bleibt übrig und muss einen Weg finden, ihre Brüder zu retten.

## Produktion und Veröffentlichung
Bei der Produktion von Toei Doga führten Nobutaka Nishizawa und Yuji Endō Regie. Das Drehbuch schrieb Tomoe Takashi. Die künstlerische Leitung lag bei Hideo Chiba und die Animationsarbeiten leitete Takashi Abe. Die Musik wurde komponiert von Akihiro Komori.
Die wilden Schwäne wurde in Japan am 19. März 1977 veröffentlicht. Die deutsche Übersetzung erschien am 24. Dezember 1981 in der DDR unter dem Titel Die Schwanenprinzessin, in der BRD strahlte das ZDF den Film am 18. Dezember 1982 als Die wilden Schwäne aus. Darüber hinaus erschien der Film auf Englisch, Französisch, Spanisch, Italienisch und Arabisch. In Korea wurde er im Fernsehen gezeigt.

## Synchronisation
Die deutsche Fassung wurde von FSM Fernsehstudio München hergestellt. Rudolf Krause führte Regie und schrieb das Dialogbuch.
| Rolle             | japanischer Sprecher (Seiyū) | deutscher Sprecher |
| ----------------- | ---------------------------- | ------------------ |
| Elisa             | Eiko Masuyama                | Susanne Doucet     |
| Hexe              | Tokuko Sugiyama              | Alice Franz        |
| König Friedrich   | Taro Mochizuki               | Sascha Hehn        |
| König Hildebrandt | Kondo Yosuke                 | Horst Naumann      |
| Richter           | Shōshin Kobayashi            | Manfred Schmidt    |
| Stiefmutter Greta | Kaneko Iwasaki               | Dagmar Heller      |